# Chayanta (província)
Chayanta é uma província da Bolívia localizada no departamento de Potosí, sua capital é a cidade de Colquechaqua.